# Анна Саксонська (1437—1512)
Анна Саксонська (нім. Anna von Sachsen; 7 березня 1437 — 31 жовтня 1512) — саксонська принцеса з династії Веттінів, донька курфюрста Саксонії Фрідріха II та австрійської ерцгерцогині Маргарити, друга дружина курфюрста Бранденбургу Альбрехта III Ахілла.

## Біографія
Народилась 7 березня 1437 року у Майсені. Була другою дитиною та другою донькою в родині курфюрста Саксонії Фрідріха II та його дружини Маргарити Австрійської. Мала старшу сестру Амалію. Згодом сімейство поповнилося молодшими дітьми: Фрідріхом, Ернстом, Альбрехтом, Маргаритою, Ядвігою та Александром, який помер немовлям.
У 21-річному віці Анна стала дружиною 44-річного маркграфа Бранденбург-Ансбаху та Бранденбург-Кульмбаху Альбрехта III Ахілла. Весілля пройшло 12 листопада 1458 року в Ансбасі. Наречений був удівцем і мав четверо малолітніх дітей від попереднього шлюбу. Союз мав на мені скріпити відносини родин Веттінів та Гогенцоллернів. Передбачався також шлюб між братом Анни і донькою Альбрехта, однак він не відбувся. Удовина доля Анни включала у себе амт і замок Гогенек, Лойтерсгаузен і Кольмберг. У подружжя народилося тринадцятеро дітей.
У лютому 1471 року її чоловік став правлячим курфюрстом Бранденбургу. В 1473 році Анна погодилася з династичним законом, який передбачав неподільність Бранденбурзької марки, але дозволяв поділити франконські володіння між декількома синами. Це означало, що курфюрстом Бранденбурга ставав син Альбрехта від першого шлюбу, а два сина Анни успадковували франконські володіння.
У своєму заповіті Альбрехт Ахілл визначив, що дружина має право на доходи та проживання у Нойштадті-на-Еріші, Ерлангені, Даксбаху, Лібенові та Байєрсдорфі, однак не має суверенної влади. Він помер у березні 1486 року.
Анна спочатку жила із сином Фрідріхом в Ансбаху, а у 1487 році переїхала до Нойштадту-ан-дер-Еш, де тримала пишний двір. Пішла з життя 31 жовтня 1512 року за часів правління Йоакіма I Нестора. Була похована у маркграфській крипті в монастирі Гайльсброн. Плита її гробниці досі збереглася.

## Родина
Чоловік —  Альбрехт III Ахілл, маркграф Бранденбург-Ансбаху та Бранденбург-Кульмбаху.
Діти:
- Фрідріх (1460—1536) — маркграф Бранденбург-Ансбаху у 1486—1536 роках, маркграф Бранденбург-Кульмбаху у 1495—1515 роках, був одружений із польською королівною Софією Ягеллонкою, мав сімнадцятеро дітей;
- Амалія (1461—1481) — дружина пфальцграфа Цвайбрюкена Каспара, дітей не мала;
- Анна (1462—1462/1463) — померла немовлям;
- Барбара (1464—1515) — була двічі одружена, дітей не мала;
- Альбрехт (5 березня—листопад 1466) — прожив 8 місяців;
- Сибілла (1467—1524) — дружина герцога Юліху та Бергу Вільгельма, мала єдину доньку;
- Зігмунд (1468—1495) — маркграф Бранденбург-Кульмбаху у 1486—1495 роках, одруженим не був, дітей не мав;
- Альбрехт (16 липня—12 серпня 1470) — прожив 1 місяць;
- Доротея (1471—1520) — абатиса в Бамберзі;
- Георг (1472—1476) — прожив 4 роки;
- Єлизавета (1474—1507) — дружина графа Германа VIII Геннеберг-Ашахського, мала дев'ятеро дітей;[4]
- Магдалена (1476—1478) — прожила 2 роки;
- Анастасія (1478—1534) — дружина графа Вільгельма VII Геннеберг-Шлейзінгенського, мала чотирнадцятеро дітей.[4]